# Pałac w Młoszowej
Pałac w Młoszowej – pałac we wsi Młoszowa, w powiecie chrzanowskim, wpisany do rejestru zabytków nieruchomych województwa małopolskiego.
Obiekt wybudowany w latach 1809-1859 jest częścią zespołu pałacowego z XIX w., w skład którego wchodzą jeszcze:

- kaplica z  połowy XIX w.
- oficyna „Zegarowa” z 1832
- arsenał
- wozownia
- brama wjazdowa „Św. Florian” z połowy XIX w.
- brama „Królewska” z połowy XIX w.
- baszta „Florkiewiczów” z połowy XIX w.
- baszta „Trębacka” z połowy XIX w.
- ruiny baszty „Pawia Stopa”
- bastion „Belwederski”
- most nad kanałem z posagami lwów
- most nad suchą fosą
- ogrodzenie kamienne
- park z elementami małej architektury ogrodowej[2]

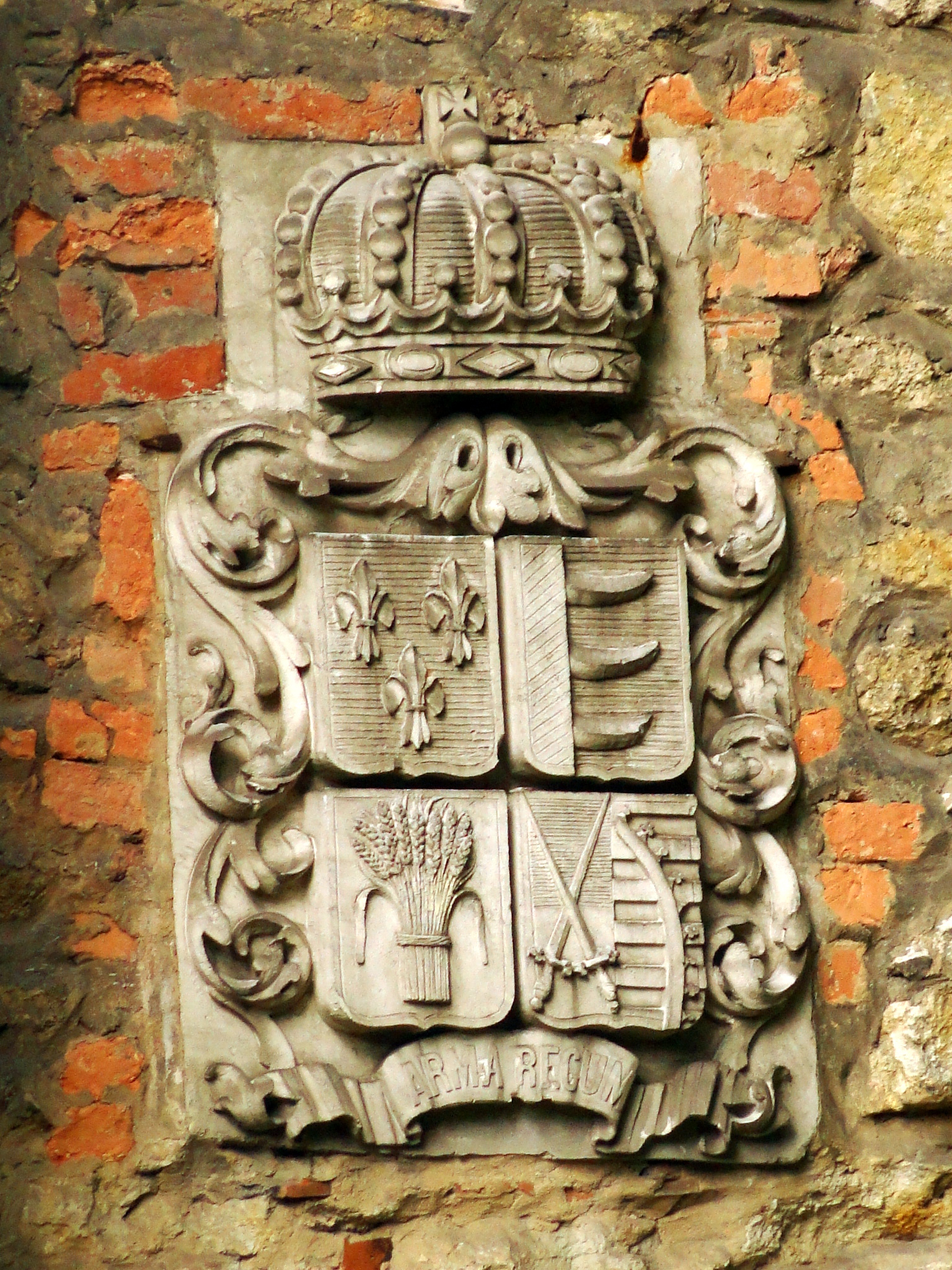
Herby: Szwecji, Zęby[3], Snopek[4], Saksonii z napisem Arma Regum
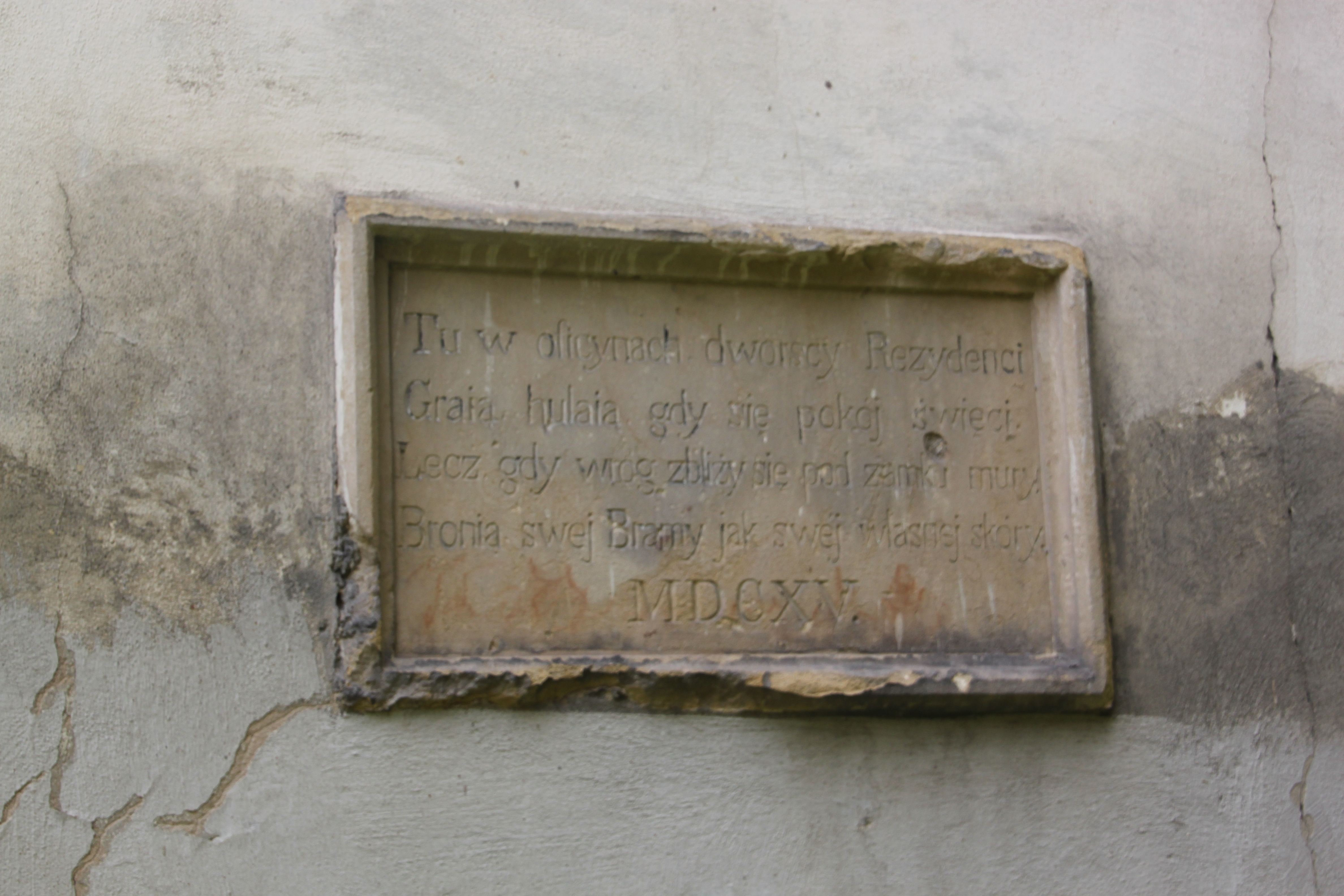
Płycina
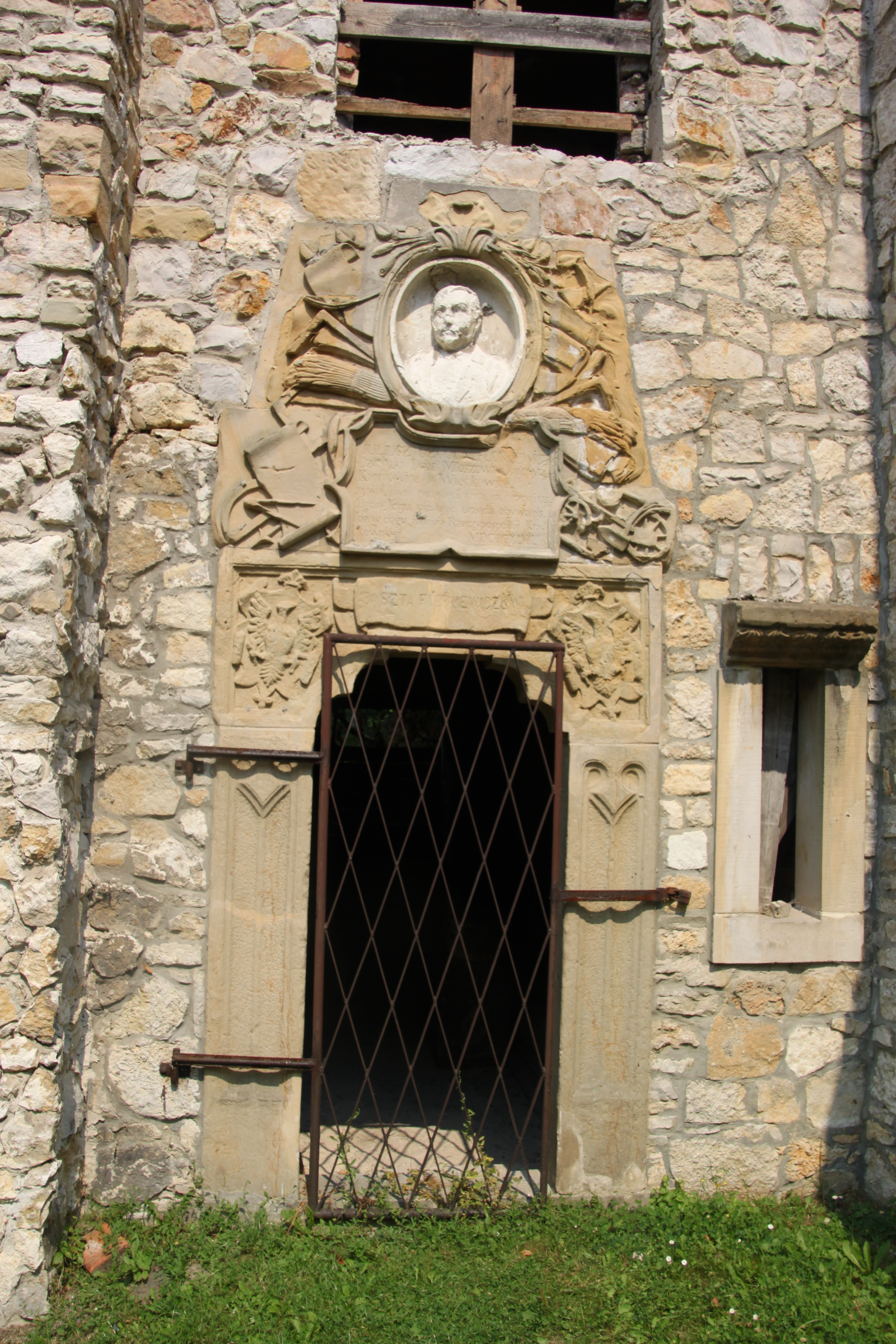
Baszta Juliusza Ozdoby Florkiewicza
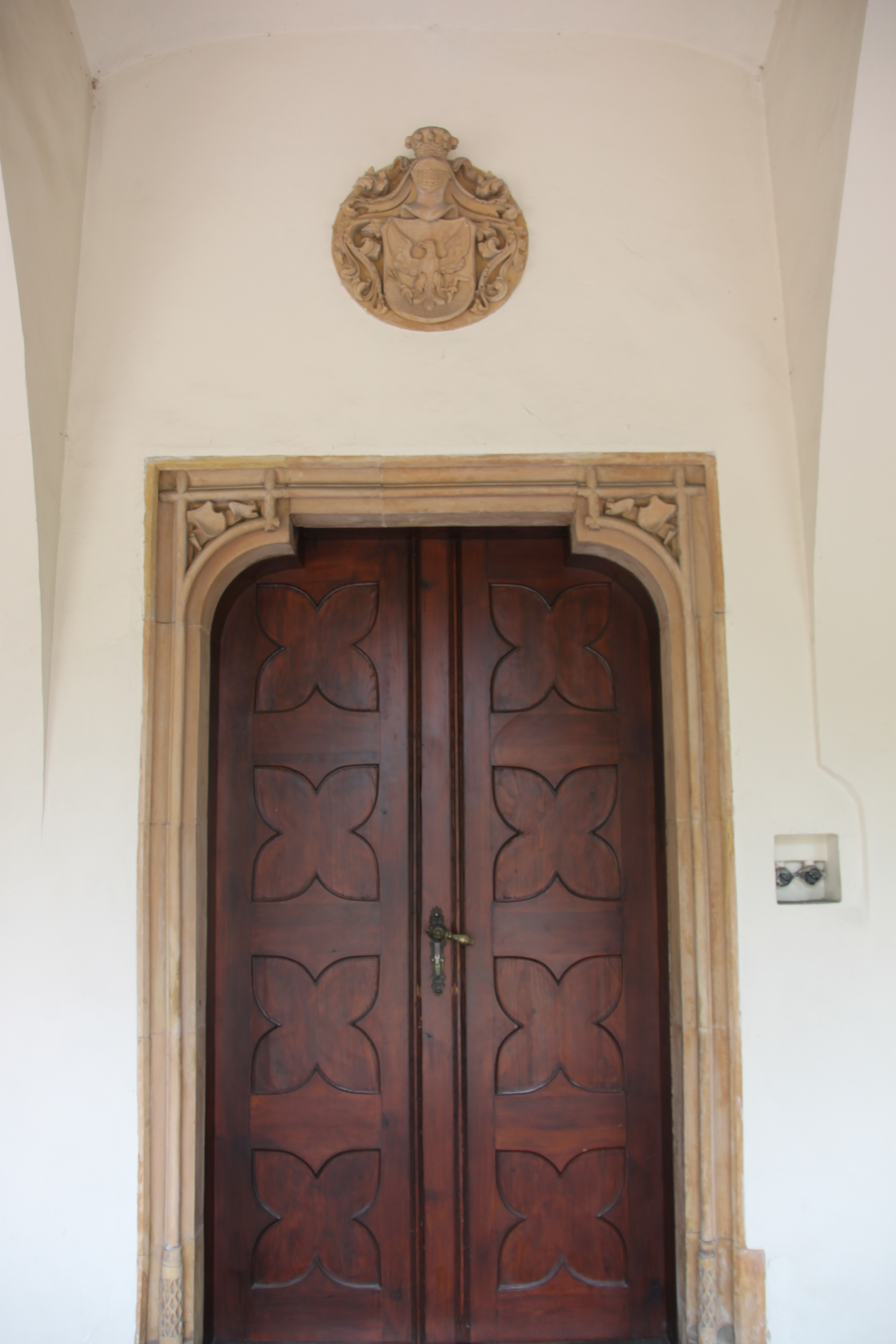
Herb Florkiewicza Ozdoba nad wejściem
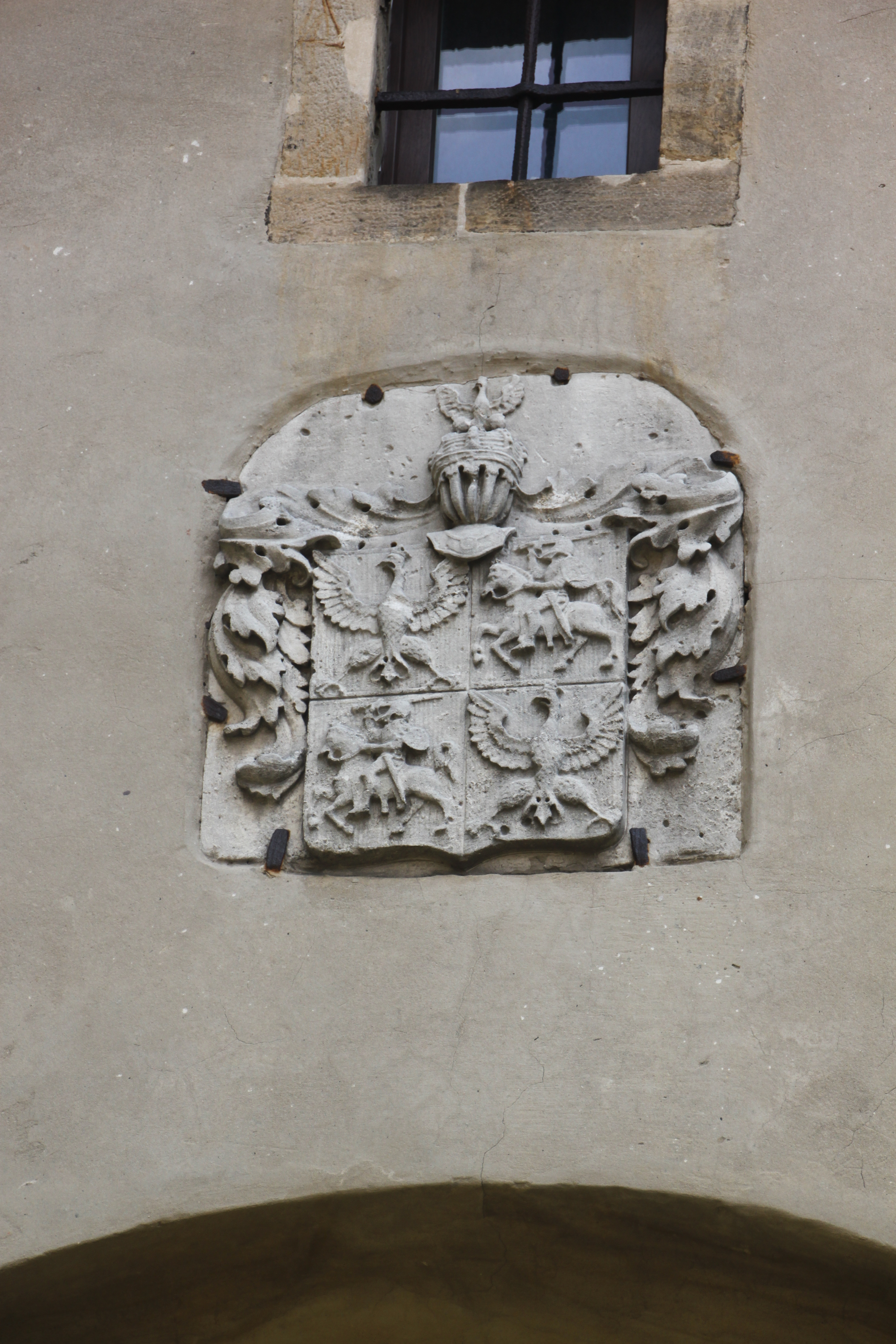
Herb RON
Herb RON
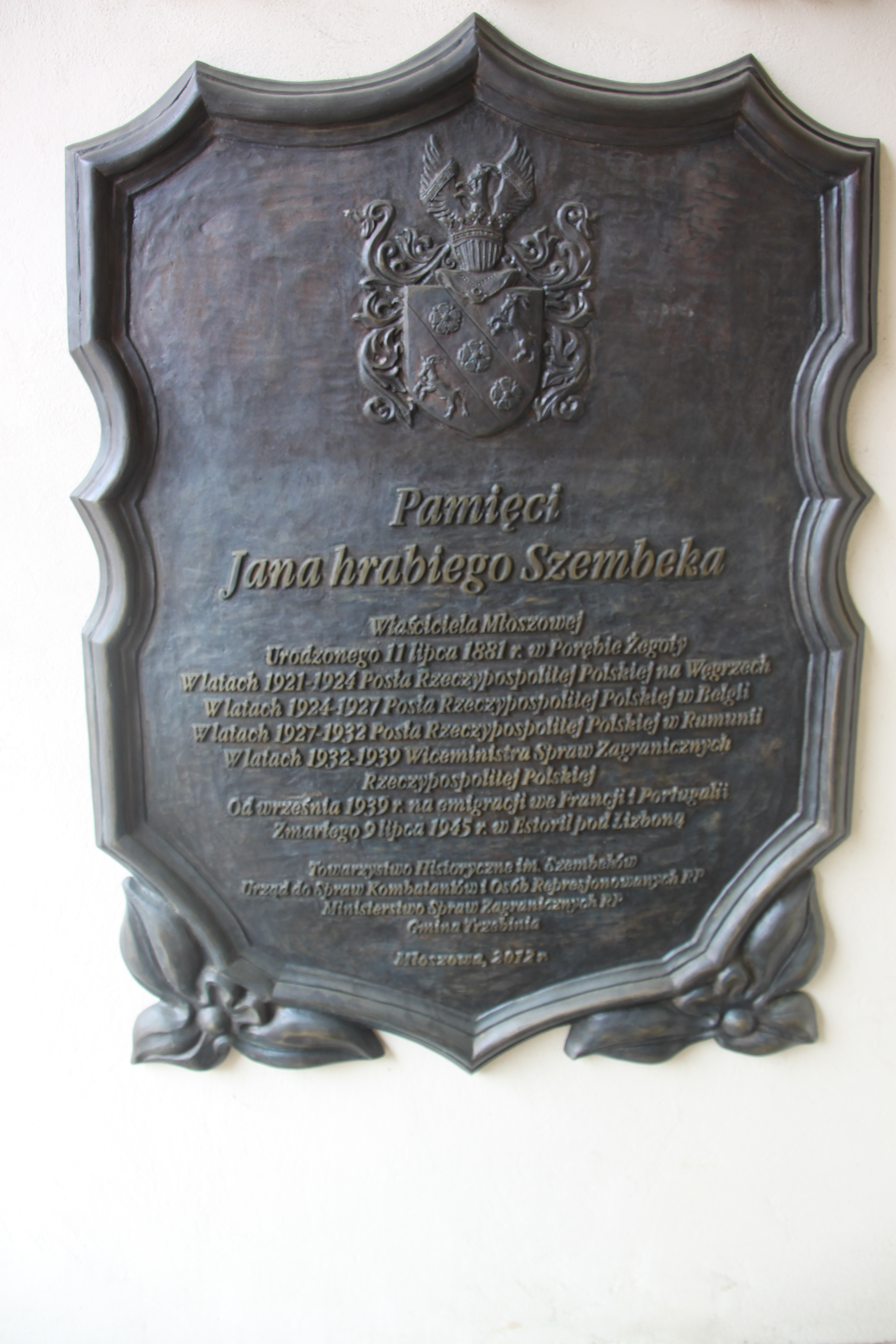
Tablica Jana Szembeka z herbem
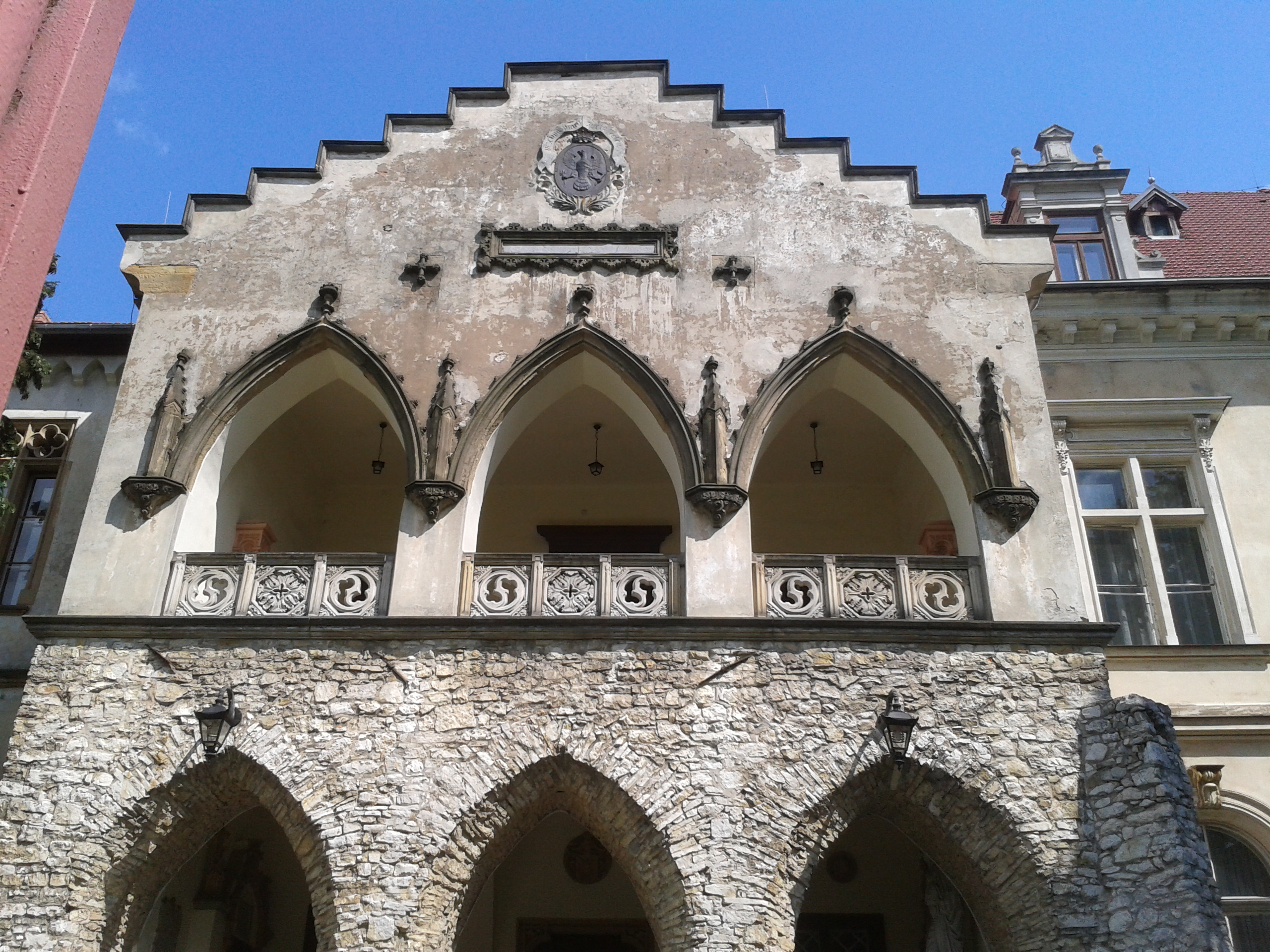
Herb Florkiewicza Ozdoba z napisem
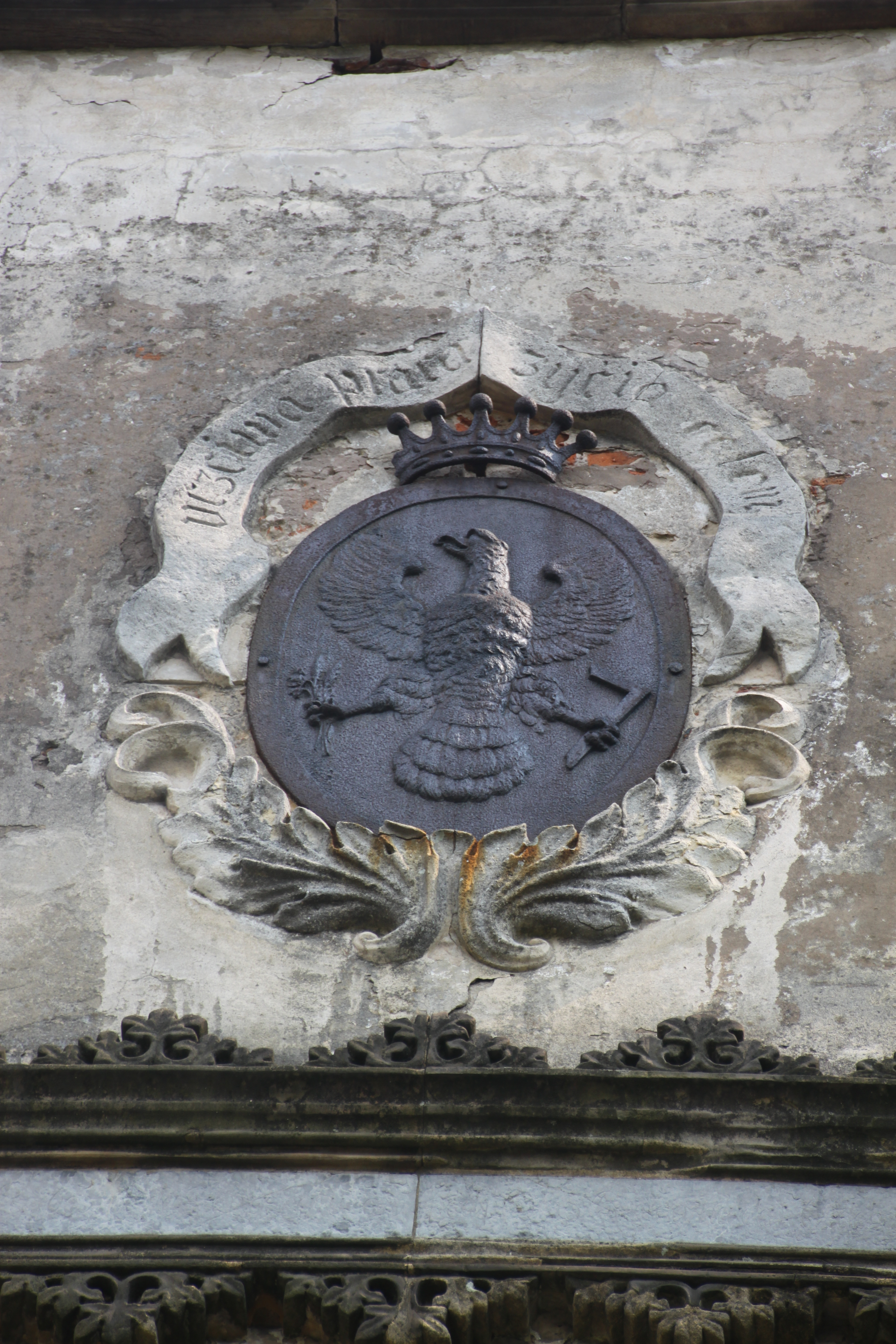
Herb Florkiewicza Uczciwa praca życia celem
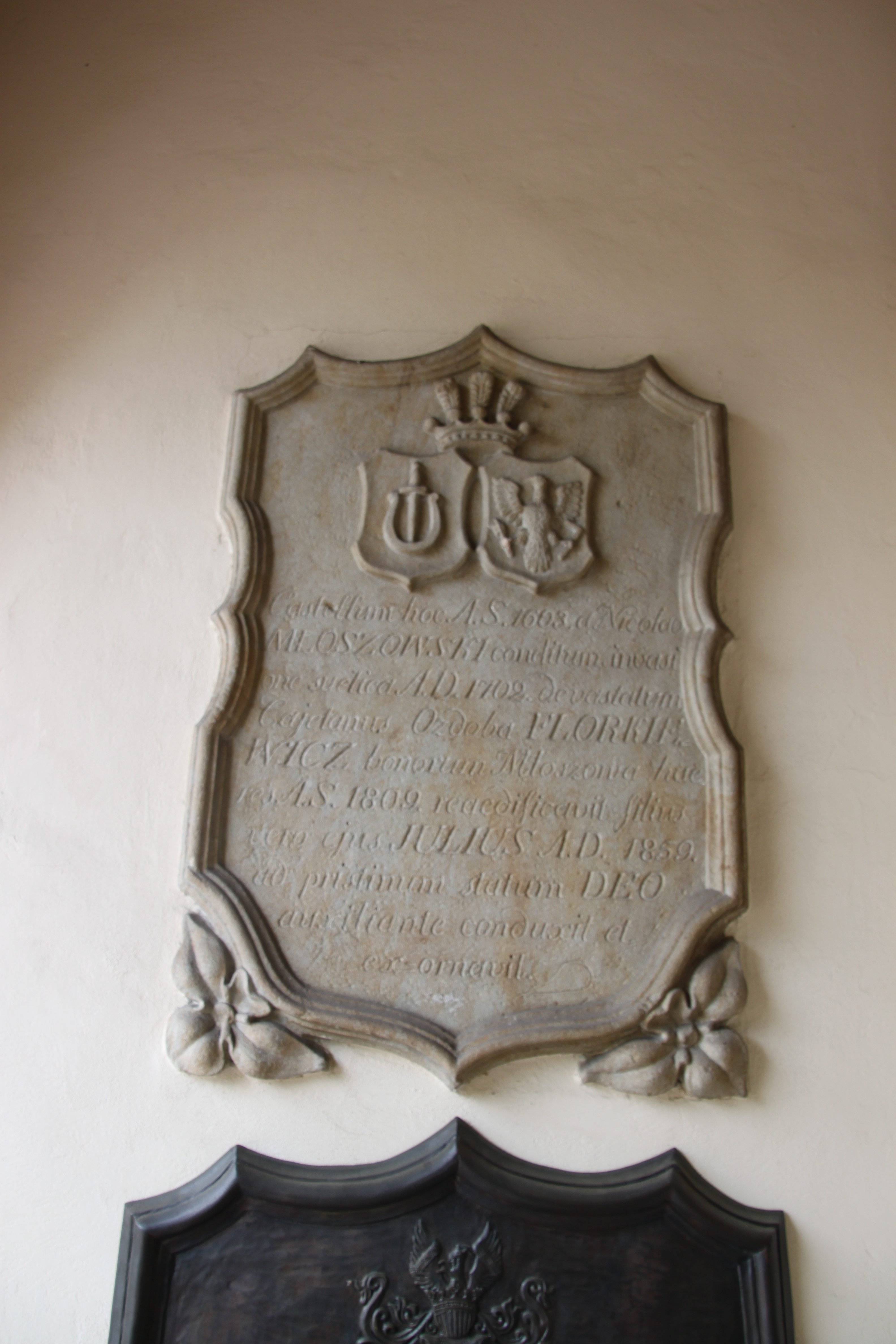
Tablica Młoszowskiego h. Nowina i Florkiewicza h. Ozdoba